# Villa miscella
Villa miscella är en tvåvingeart som först beskrevs av Daniel William Coquillett 1887.  Villa miscella ingår i släktet Villa och familjen svävflugor. Inga underarter finns listade i Catalogue of Life.